# 県道149号 (台湾)
県道149号（けんどう149ごう）は、南投県竹山鎮から嘉義県梅山郷を結ぶ、全長40.5kmの台湾の県道である。

## 通過する自治体
- 南投県
  - 竹山郷
- 雲林県
  - 古坑郷
- 嘉義県
  - 梅山郷

## 接続する道路
- 台3線
- 県道158甲線
- 県道149乙線
- 県道149甲線
- 県道162甲線
- 台3線

## 施設
- 前山国小学校
- 過渓国小学校
- 梅山国中学校

## 支線

### 甲線
県道149号甲線（けんどう149ごうこうせん）は、雲林県斗六市から嘉義県梅山郷太和までを結ぶ全長、53.798kmの台湾の県道で、今の台湾で最も長い県道支線である。県道158甲線と重複区間がある。

#### 通過する自治体
- 雲林県
  - 斗六市
  - 古坑郷
- 南投県
  - 竹山鎮
- 雲林縣
  - 古坑郷
- 嘉義県
  - 梅山郷
  - 阿里山郷
  - 梅山郷

#### 接続する道路
- 台3線
- 県道158甲線
- 県道149号
- 県道149乙線
- 県道169号

### 乙線
県道149号乙線（けんどう149ごうおつせん）は、南投県竹山郷内寮から雲林県古坑郷外湖までを結ぶ全長、8.869kmの台湾の県道である。

#### 通過する自治体
- 南投県
  - 竹山郷
- 雲林県
  - 古坑郷

#### 接続する道路
- 県道149号
- 県道149甲線